# Тамер Туна
Тамер Туна (тур. Tamer Tuna; нар. 1 липня 1976, Ханак, Туреччина) — турецький футболіст та тренер, виступав на позиції півзахисника.

## Клубна кар'єра
Вихованець молодіжної академії «Галатасарая». У сезоні 1994/95 років переведений до головної команди й відразу відданий в оренду до клубу нижчої ліги «Петрол Офісі СК». У Суперлізі Туреччини дебютував 6 листопада 1994 року в матчі проти «Анкарагюджю» (2:1). 4 грудня 1994 року в матчі проти «Адани Демірспор» (1:1) відзначився першим голом у Суперлізі. Після цього сезону перейшов до «Денізліспору». Перший матч за нову команду в чемпіонаті провів 13 серпня 1995 року в поєдинку проти «Алтая». Два роки по тому вирушив до «Дарданелспору», який також виступав у Суперлізі. У вище вказаній команді дебютував 3 серпня 1997 року в нічийному (1:1) поєдинку чемпіонату проти «Істанбулспора». У «Дарданелспорі» виступав протягом двох років. 
У 1999 році став гравцем представника Суперліги «Трабзонспора». Дебютував за нову команду 8 серпня 1999 року в переможному (2:1) поєдинку проти «Аданаспору». У 2001 році підписав контракт з «Бешикташем», також з Суперліги. За столичний клуб дебюиував 15 грудня 2001 року в переможному (6:0) поєдинку проти «Гезтепе». З «Бешикташем» став чемпіоном Туреччини у сезоні 2002/03 років.
У 2003 році перебрався до «Бурсаспору», також із Суперліги. У чемпіонаті Туреччини за вище вказаний клуб дебютував 31 серпня 2003 року в поєдинку проти «Анкарагюджю». Кольори «Бурсаспору» захищав протягом року. Потім став гравцем «Самсунспора», де грав понад півроку.
У 2005 році переїхав до «Терек» із Грозного. У Прем'єр-лізі Росії дебютував в програному (0:3) поєдинку проти ЦСКА (Москва). У вище вказаному клубі провів 20 матчів. На початку 2006 році повернувся до Туреччини, де став гравцем «Самсунспора». 
Влітку того ж року перейшов до «Шекерспору» з Другої ліги. На початку 2007 року став гравцем «Газіантепспору» з Суперліги Туреччини. За вище вказаний клуб провів 1 матч. Влітку 2007 року став гравцем «Істанбулспора» з Першої ліги. З січня 2008 по жовтень 2010 рік знову виступав за «Дарданелспор». У 2009 році допоміг клубу вийти до Першої ліги. Футбольну кар'єру завершив 2010 року.

## Кар'єра в збірній
Виступав за молодіжну збірну Туреччини, а 15 листопада 2000 року провів свій єдиний матч за головну збірну Туреччини проти Франції.

## Кар'єра тренера
Після завершення кар'єри гравця залишився у «Дарданелспорі» тренером юнацької команди, а влітку 2011 року призначений головним тренером команди. При ньому клуб виграв Третю лігу та вийшов у Другу лігу Туреччини. У жовтні 2013 року залишив посаду тренера команди.
У листопаді 2013 року призначений помічником головного тренера клубу «Газіантепспора», допоміг своєму колишньому товаришу за командою Сергену Ялчину.
З 2015 року тренував молодь «Бешикташа».

### Тренерська статистика
Станом на 27 лютого 2019
| Команда        | З       | По             | Досягнення | Досягнення | Досягнення | Досягнення | Досягнення |
| Команда        | З       | По             | Іг         | В          | Н          | П          | % перемог  |
| -------------- | ------- | -------------- | ---------- | ---------- | ---------- | ---------- | ---------- |
| «Дарданелспор» | 2012    | 2013           | 49         | 23         | 16         | 10         | 46,94      |
| «Гезтепе»      | 2017    | 2018           | 35         | 13         | 10         | 12         | 37,14      |
| «Сівасспор»    | 2018    | 2018           | 12         | 2          | 5          | 5          | 16,67      |
| «Гезтепе»      | 2019    | Теперішній час | 0          | 0          | 0          | 0          | —          |
| Загалом        | Загалом | Загалом        | 96         | 38         | 31         | 27         | 39,58      |

## Досягнення

### Як гравця
«Бешикташ»
- Суперліга Туреччини
  -  Чемпіон (1): 2002/03

### Як тренер
«Дарданелспор»
- Третя ліга Туреччини
  -  Чемпіон (1): 2012/13